# 魁傑將晃
魁傑將晃（日语：／ Masateru Kaiketsu；1948年2月16日—2014年5月18日）原名／ Nishimori Teruyuki，日本山口縣岩國市出身的前大相撲力士。身高188cm、體重130kg，血型ab型。最高位置是東大關(1975年7月-9月)。所屬的相撲部屋是花籠部屋。引退後放駒出任年寄和放駒部屋的師匠。他也是日本相撲協會第11代理事長（在任期間：2010年8月-2012年1月）。

## 生涯
魁傑將晃生於岩國市，在日本大學期間，他練習柔道。他於1966年9月在18歲時首次亮相，為花籠部屋戰鬥。他最初用本名戰鬥，直到1970年1月晉級十兩後改用魁傑作四股名。他於1971年9月到達幕內級，1972年3月他以前頭7枚目打敗了關脇長谷川勝敏，並獲得了功勳賞和技能賞。在1972年5月的下一場比賽中，他在小結等級首次亮相三役。 在那裡拿下11勝並最終成為關脇，他在1973年1月也是準優勝。
1974年9月，魁傑在關脇級別只有7:8成績負越，但隨後在11月他作為小結得到第一次優勝。他在三場比賽中取得了12場胜利，並擊敗了橫綱北之湖敏滿。他在1975年1月以11-4的成績跟進了這一比賽。他在過去三場比賽中的總勝場數為31，低於晉級大關要求33次勝利的正常標準，但當時只有一個大關貴之花利彰，所以相撲協會決定晉升魁傑為大關。
魁傑在患有肝炎和腰痛之後，連續兩次負越，所以不到一年就被降級。然而，在1976年9月以前頭十枚目得14-1的成績獲第二次優勝。後在1976年11月和1977年1月的以關脇身份連續11-4分。他和若乃花 幹士一起被提升為大關，他有三場比賽的勝利。然而，他只獲得了四場比賽的排名，並很快降回前頭。他在1979年1月退役，在他12年的職業生涯中沒有錯過任何一場比賽，他曾說“休場意味著故意放棄比賽”。除了他的兩次優勝，他還積累了十個三賞（包括七個戰鬥精神）和三個金星。

## 引退
在引退後他離開花籠部屋成立了放駒部屋，未來的橫綱大乃國康加入了他的部屋。1985年，當花籠部屋結束時，所有力士都轉移到了放駒部屋。他訓練的其他頂級力士包括花之國明宏、花乃湖健和駿傑悠志。他還成為日本相撲協會的主任，負責管理審判部和新弟子檢查工作。
2010年武藏川親方(三重乃海剛司)辭職後，他接任日本相撲協會理事長。在2011年2月大相撲造假問題爆發之後，他宣布了一項獨立調查，並取消了2011年3月的大阪春場所。他堅持認為過去大相撲不存在造假，這一說法引起前力士舞之海秀平的批評。他在2012年2月的相撲協會理事長選舉中脫穎而出，任期兩年，接近強制退休年齡65歲。在他退休前不久，放駒部屋被吸收到芝田山部屋，由前橫綱大乃國康經營。他於2014年5月18日在練習高爾夫球時去世，享年66歲，死因是冠狀動脈疾病。